# Superfície de Peano

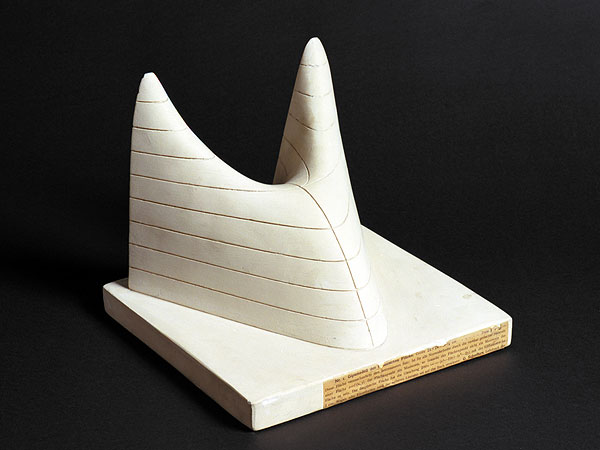
Modelo

A Superfície de Peano é uma superfície quártica, o gráfico de uma função real de duas variáveis.
{\displaystyle f(x,y)=(2x^{2}-y)(y-x^{2}).}
Foi proposta por Giuseppe Peano em 1899 como um contraexemplo para um critério conjecturado para existência de máximos e mínimos de funções de duas variáveis.
Ela tem um ponto de sela na origem.